# 冰箱

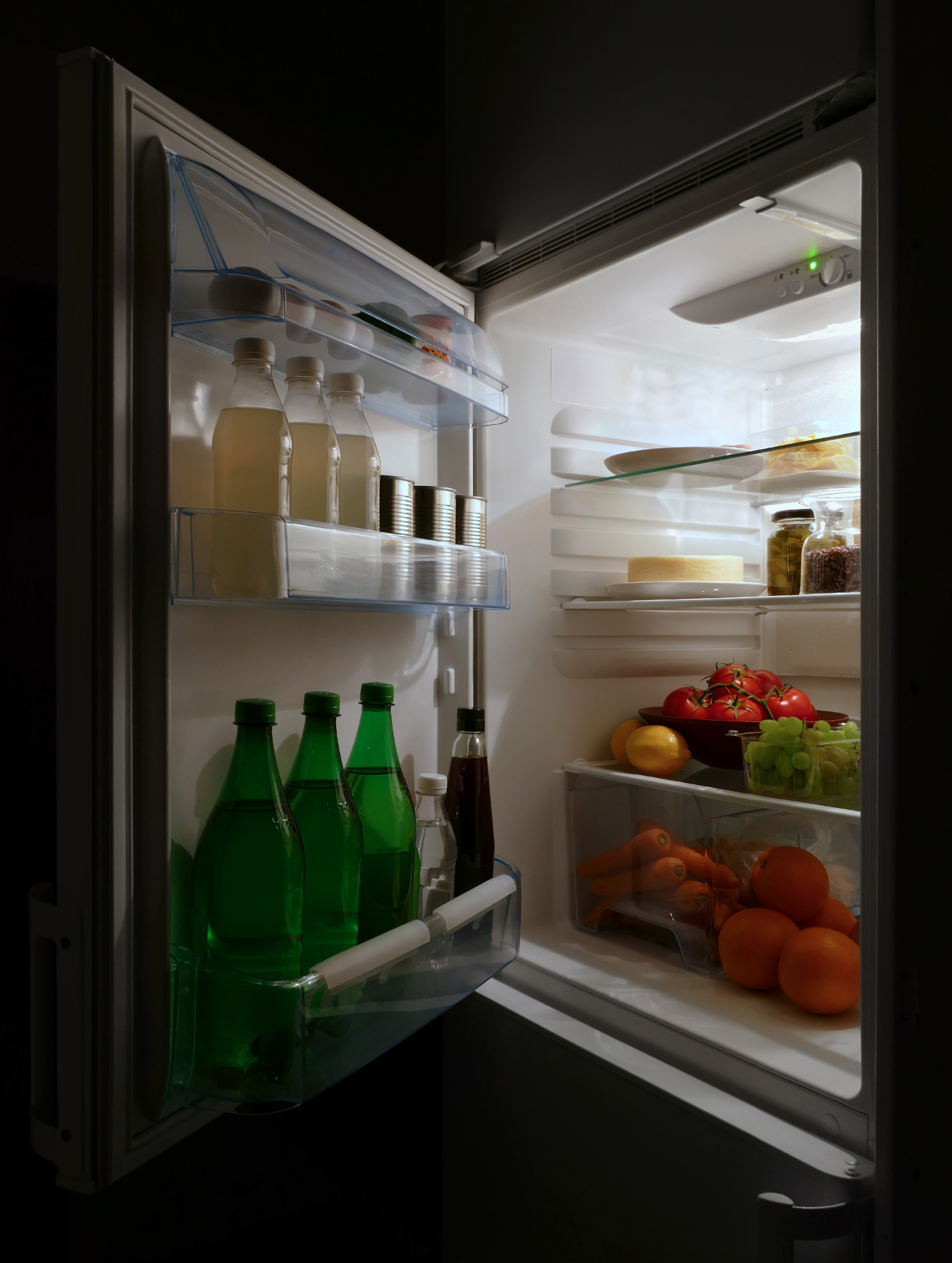
在夜晚打開、内裝食物的冰箱

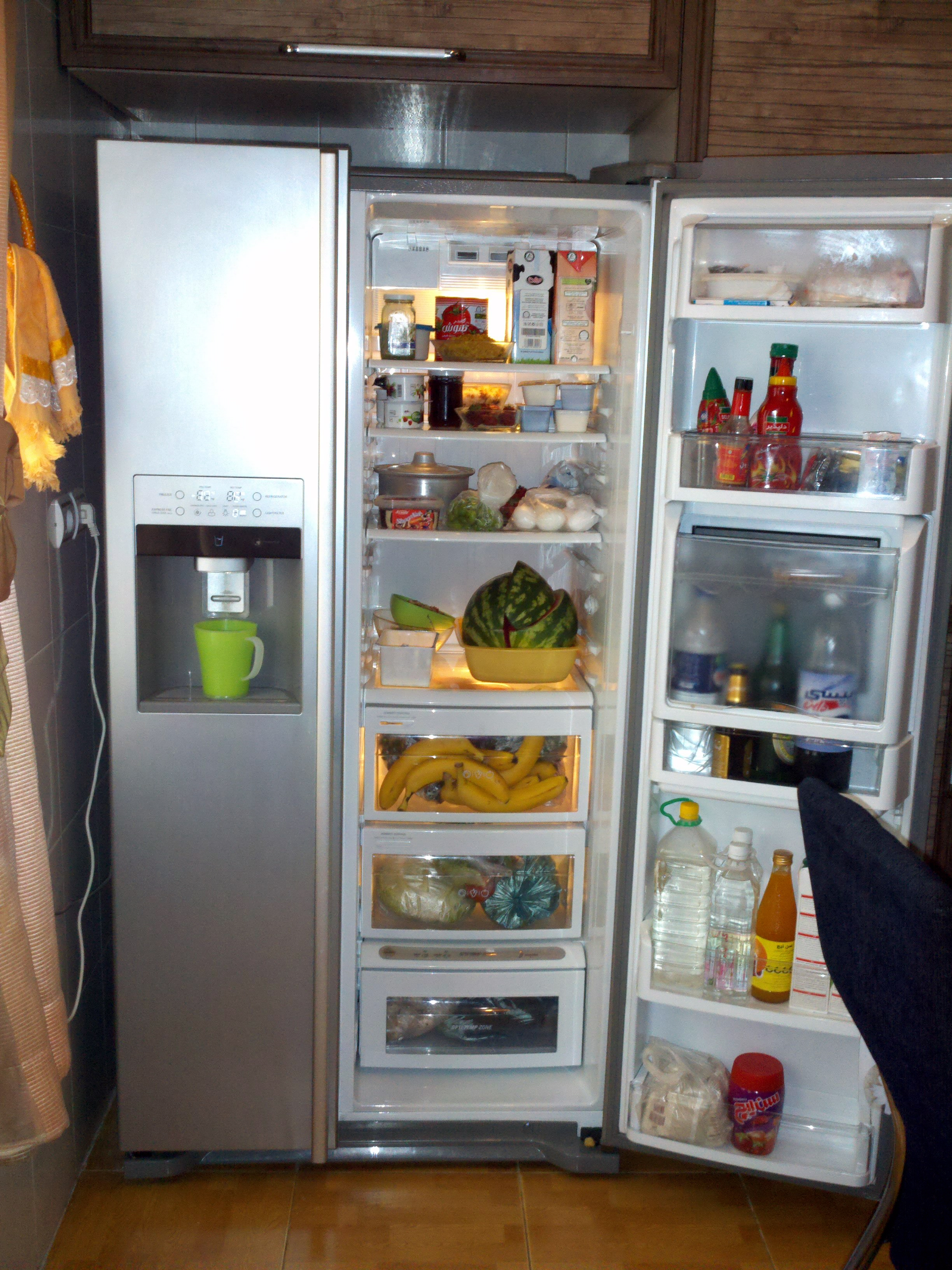
LG集團生產的雙開型冰箱及其内部結構

，學術上稱爲電冰箱，是以低溫保存食物等物品的机械設備。市面常見的冰箱類型（立式門啟）屬於家用電器，而商用類型（橫式蓋啟）則被統稱為冰櫃或冷凍櫃（英語：Freezer），適用於餐廳、超市以及食品加工廠房等工業環境。
目前盛行的家居雙間隔（dual-evaporator）雪櫃，實際結合了上述兩個部份：溫度維持於攝氏-18度（即華氏0度）以下、把食物冷凍成冰塊狀以長時間儲存的冰格、雪格或冷凍室（freezer compartment），和溫度維持於攝氏3至5度（即華氏31至41度）、用以低溫保持食物新鮮且不腐敗的保鮮格、冰藏室或冷藏室（fridge compartment）。

## 发展历史

### 歐美
1834年美國人雅可比·帕金斯的發現導致了冰箱的發明。蘇格蘭人約翰·哈里森發現了冷卻效应，到1862年，他的第一批冰箱就上市了。而德國工程師卡尔·冯林德在1879年製造出了第一台家用冰箱。但在1920年代電動冰箱發明出來之前，冰箱並沒有大規模進入家庭，而普及化是在1920年的美國。
家用制冷设备在1910年出现，1913年拉森制造了第一台人工操作的家用冰箱，1918年美国克耳文內特公司首次在市场上销售电冰箱，当年售出67台，1926年美国通用電器制造出世界上第一台密封制冷系统的电冰箱，1927年第一台家用吸收式冰箱出现在美国市场，在1930年代漸漸普及。1939年，雙重隔間由通用電器引入商業用途。

### 臺灣
1920年代，大多仍是不需要電力的冰箱，運作原理是用木、鉛板隔出箱子空間，在裡面的上方擺放一大塊冰塊來降溫，再拿一塊沾溼的布包覆箱子，以免冰箱升溫過快。
1957年，在日本木村電氣株式會社的協助下，士林電氣公司生產出第一台臺灣製造的電冰箱。

## 结构
冰箱从结构上，一般包括箱体、制冷系统、电气系统。

### 制冷系统
1. 冷凝器
2. 毛細管
3. 蒸发器
4. 压缩机

- 冷凝器- 毛細管- 蒸发器- 压缩机

冰箱的基本作用是制冷，使箱内保持适当的低温。制冷系统一般由压缩机、冷凝器、毛细管或热力膨胀阀、蒸发器四个基本部件组成。制冷剂是一种能在低压下低温沸腾的液体，在沸腾时吸收热量，制冷剂在制冷系统中不断循环，压缩机提高制冷剂的气体压力，造成液化条件，通过冷凝器时凝结液化放出热量，然后通过毛细管时降低压力与温度，再通过蒸发器时沸腾汽化吸收热量，另現今發展運用制冷二極體，無複雜之機械裝置，惟效能較差，運用於小型冰箱。
早期冰箱多使用R-12冷媒（即二氟二氯甲烷），因会破坏大气层的臭氧层，現今多改用R600a/R134a/R404等冷媒。
此外，由于系统中难免存在一些水分和杂质，所以在毛细管进口端一般装有干燥过滤器。

### 电气系统
电冰箱以电为主要能源，靠电动机驱动压缩机或以制冷二極體，一般还配上继电保护器和温控器。
採用壓縮機之冰箱电机根据不同的起动方法，分为电阻分相起动式、电容起动式和电容起动电容运转式。全封闭压缩机的电机装在制冷系统的内部，长期与制冷剂和冷冻机油接触，并承受压力、高温等，所以要有耐制冷剂和冷冻油、电气性能稳定、耐高温、耐振动和冲击、有较大的起动转矩并保持清洁不含水份等要求。

### 箱体
箱体由结构材料和绝热材料组成，形成空间以贮存食品，并防止内外热量传递。箱体一般包括外箱、内胆、绝热层。冰箱内胆（内衬）一般是用ABS或HIPS板材经真空成型，厚度在1毫米以下，白色、光洁。绝热材料广泛使用的是聚氨酯发泡，其绝热性能优良，长期使用后导热系数变化很小。
有的單獨配備冷凍室或冷藏室，有的則兩者俱備。現在一些冰箱甚至劃分為四隔，儲藏各類食物：
- 冷凍  –18°C（ –0.4 °F）
- 肉類：0 °C（32 °F）
- 冷藏：4 °C（39 °F）
- 蔬菜：10 °C（50 °F）

冰箱的容量是以公升或立方英尺計算。典型的冰箱，冷凍室容量有100公升，冷藏室有140公升。

## 相關
- 自動除霜
- 紅酒櫃
- 冷藏倉庫
- 雪房

## 外部連結
- 電冰箱的原理（页面存档备份，存于）